# The Town I Loved So Well
The Town I Loved So Well ist ein Song des irischen Musikers Phil Coulter aus dem Jahr 1973, der sich mit dem Nordirland-Konflikt auseinandersetzt.
Die ersten drei Strophen des Liedes behandeln das einfache, aber als glücklich dargestellte Leben in den Arbeitervierteln von Derry in Nordirland, wo der Erzähler seine Kindheit verbrachte. Die letzten zwei Strophen behandeln den blutigen Konflikt zwischen Protestanten und Katholiken in Derry. Es wird dargestellt, wie sich der zuvor idyllisch beschriebene Ort in einen Bürgerkriegsschauplatz verwandelte und die aus Kindertagen vertrauten ruhigen Straßen nun von Panzern der Armee gesäumt werden.
Das Lied wurde ursprünglich von der irischen Band The Dubliners aufgenommen und 1973 auf dem Album Plain and Simple veröffentlicht. Coulter war Produzent des Albums. Im April 2023 trat Phil Coulter gemeinsam mit dem Ulster University Choir in der Guildhall Derry/Londonderry im Rahmen der „Making Hope And History Rhyme – A Tribute to John Hume & David Trimble“-Veranstaltung unter der Leitung von Frank Gallagher auf.
Neben zahlreichen englischen Coverversionen gibt es Aufnahmen auf Französisch, Dänisch, Norwegisch, Holländisch und Walisisch. Hannes Wader verwendete die Melodie für sein autobiographisch geprägtes Lied Kleine Stadt, von dem er unter dem Titel Petit Ville auch eine französische Version veröffentlichte.